# Ranking dos melhores teatros paulistanos da Folha de S.Paulo
Ranking dos melhores teatros paulistanos da Folha de S.Paulo é uma avaliação anual feita pela Folha de S.Paulo que avalia a qualidade dos maiores teatros (com mais de cem lugares) da cidade de São Paulo. Os dados que compõem os indicadores de avaliação são coletados por uma equipe da Folha. Em 2014 foram avaliados sessenta teatros e em 2015 setenta. A partir de 2016 não foram feitas mais avaliações.

## Critérios e pontuação
Após visitar a maior sala de cada teatro (os que tinham mais de uma) a equipe responde a um questionário de trinta perguntas. A soma das respostas determinam uma pontuação para cada local, de 0 a 10:
- (5 estrelas) "Ótimo" (9,6 a 10 pontos)
- (4 esterlas) "Bom" (8,6 a 9,5)
- (3 estrelas) "Regular" (7,1 a 8,5)
- (2 estrelas) "Ruim" (5,1 a 7)
- (1 estrela) "Péssimo" (0 a 5)

Os critérios do ranking anual de 2014 foram:
Atendimento
- Cordialidade
- Bom treinamento

Acessibilidade
- Rampas/elevadores de acesso
- Lugares para cadeirantes
- Banheiro adaptado

Segurança
- Saídas de emergência
- Extintores e hidrantes

Conforto
- Espaço entre fileiras
- Tipo de poltronas
- Limpeza dos ambientes
- Tamanho do hall de entrada
- Bonbonnière e bebedouro
- Número de banheiros

Detalhes da sala
- Visibilidade do palco
- Pontos cegos
- Vazamento externo de som/luz
- Temperatura[1]

## Ranking dos teatros
Lista com todos os teatros que receberam nota máxima (cinco estrelas) ordenada por número de lugares em cada local:
2014
| Lugares | Teatro             |
| ------- | ------------------ |
| 627     | Teatro Cetip       |
| 600     | Teatro Frei Caneca |
| 392     | Sesc Belenzinho    |
| 292     | Teatro Itália      |